# Prémont
Prémont är en kommun i departementet Aisne i regionen Hauts-de-France i norra Frankrike. Kommunen ligger  i kantonen Bohain-en-Vermandois som ligger i arrondissementet Saint-Quentin. År 2022 hade Prémont 686 invånare.

## Befolkningsutveckling
Antalet invånare i kommunen Prémont
Referens: INSEE